# Karel Lichnovský z Voštic
Karel Maria kníže Lichnovský z Voštic (německy Karl Maria Faustus Timoleon von Lichnowsky; 19. prosince 1819 Hradec nad Moravicí – 18. října 1901 Hradec nad Moravicí) byl český šlechtic, pátý kníže rodu Lichnovských z Voštic, pruský a německý generál a politik.

## Život

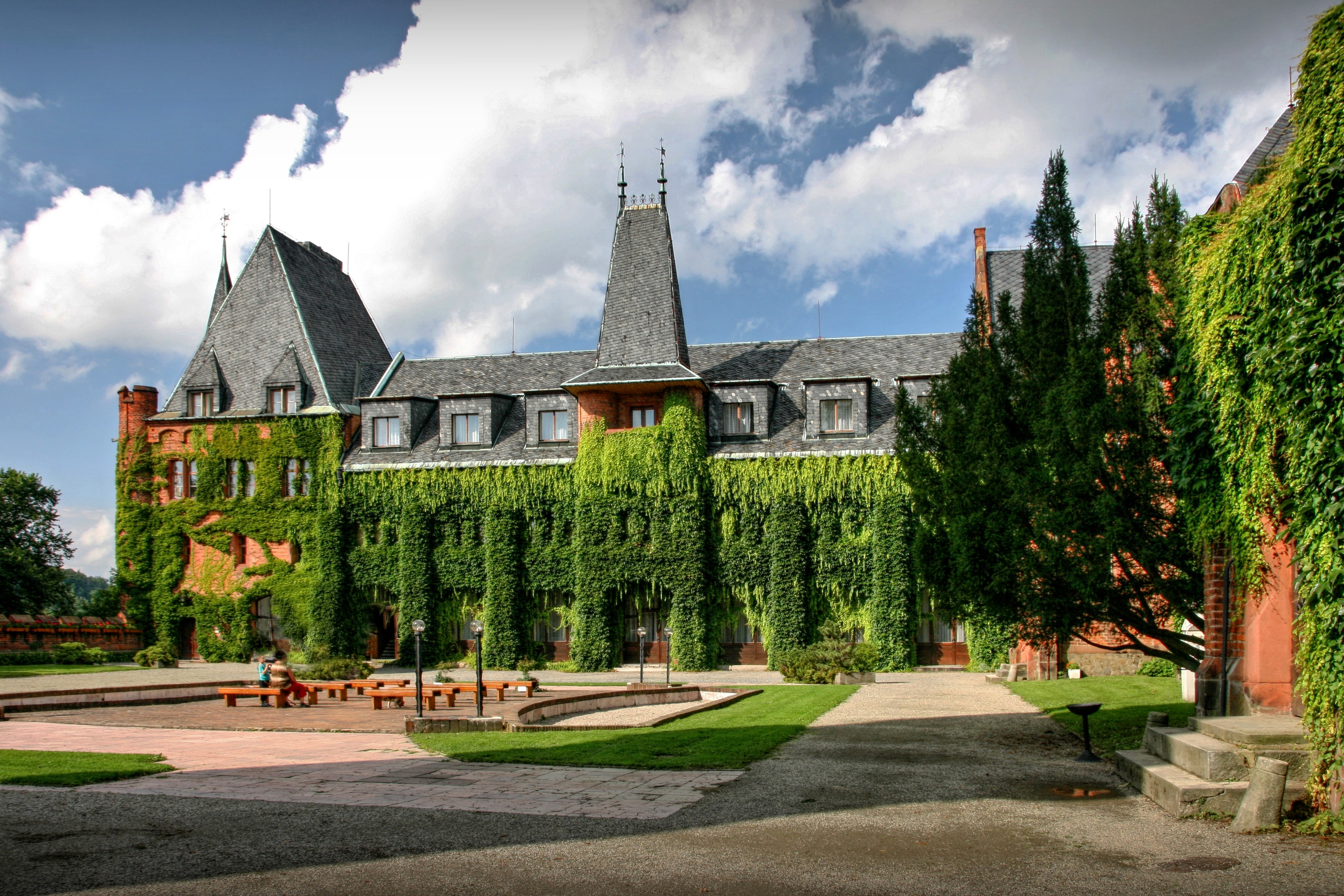
Zámek Hradec nad Moravicí

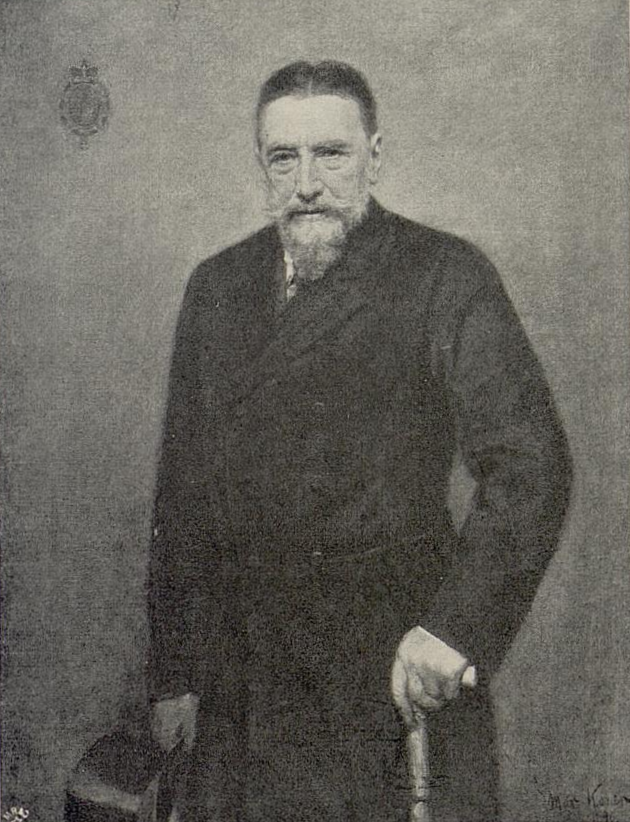
Portrét Maxe Konera v pozdním věku (1896)

Narodil se jako Karel Maria Faustus Timoleon kníže Lichnovský z Voštic, syn knížete Eduarda Lichnovského z Voštic ze slezského šlechtického rodu Lichnovský z Voštic a jeho manželky, uherské hraběnky Eleonory Zichyové, dcery uherského politika a rakouského ministra Karla Josefa Zichyho.
V roce 1848 byl Karlův bratr Felix zavražděn ve Frankfurtu a Karel Maria se tak stal jeho nástupcem, hlavou rodiny a pátým knížetem Lichnovským z Voštic, hrabětem na Werdenbergu a pánem na Vošticích a Chuchelné.
V roce 1861 mu bylo povoleno používat titul knížecí Jasnost.
Od roku 1884 měl hodnost generálporučíka à la suite v pruské armádě a v roce 1893 byl povýšen na generála kavalerie à la suite.

### Manželství a rodina
V květnu 1859 se oženil s kněžnou Marií z Croÿ, dcerou knížete Filipa z Croÿ. Manželé měli tři děti:
- 1. Karel Max (8. 3. 1860 Křižanovice, Horní Slezsko, Prusko – 27. 2. 1928 Chuchelná, Československo), pruský diplomat, velvyslanec ve Velké Británii (1912–1914)
  - ⚭ (1904) Mechtilda Kristiana z Arco-Zinnebergu (8. 3. 1879 Pocking – 4. 4. 1958 Londýn)
- 2. Marie Karolína (6. 9. 1861 Hradec nad Moravicí – 3. 12. 1933 Berlín)
  - ⚭ (1886) Wilhelm Redern (19. 2. 1842 Darmstadt – 1. 12. 1909 Berlín)
- 3. Markéta Eleonora (24. 9. 1863 Hradec nad Moravicí – 8. 4. 1954 Vídeň)
  - ⚭ (1897) Karel Lanckoroński (4. 11. 1848 Vídeň – 15. 7. 1933 Vídeň), císařský nejvyšší komoří 1913–1916, cestovatel a archeolog

## Politika
V letech 1847/48 byl Karel Maria Lichnovský z Voštic členem prvního a druhého sjednoceného sněmu Pruského království. V letech 1852 až 1854 patřil do druhé komory pruského zemského parlamentu. Od roku 1854 byl dědičným členem pruské panské sněmovny. Byl členem Německé říšské strany a od roku 1867 byl členem Říšského sněmu Severoněmeckého spolku  a v prvních dvou volebních obdobích německého Říšského sněmu.  Byl také poslancem slezského zemského sněmu.